# Lenguaje de símbolos
El lenguaje de símbolos es utilizado tradicionalmente en la alquimia. Según la tradición hermética, hay hechos que no se pueden expresar con las palabras del lenguaje oral o escrito, por lo que se utilizan símbolos que se pueden leer claramente durante estados de conciencia alterados mediante la meditación.
Asimismo, el lenguaje de símbolos evita que conocimientos tan trascendentales como la Gran Obra caigan en manos de no iniciados.
El lenguaje de símbolos es utilizado ampliamente en los tratados de alquimia. ¿Cuál es la importancia del lenguaje de los símbolos?
Los símbolos sirven para pensar, para actuar, para autorregularse o para jugar. También son importantes herramientas para comunicarse y regular a los otros, son base para el desarrollo de los conceptos y de sistemas semióticos más complejos, como el lenguaje, el dibujo o el número